# Sibine intensa
Sibine intensa är en fjärilsart som beskrevs av Dyar 1906. Sibine intensa ingår i släktet Sibine och familjen snigelspinnare. Inga underarter finns listade i Catalogue of Life.